# 3D bonding
La tecnología 3D Bonding representa un método de fabricación en el cual se unen piezas de cuero u otro material flexible en sus extremos tridimensionalmente, reemplazando de esta manera el tradicional trabajo de costura y/o pegado por la inyección de un polímero.

## Origen
La tecnología 3D Bonding surge en Elche (Alicante) en el año 2009 con el objetivo de reducir las necesidades de mano de obra de productos con tradicional presencia de costuras como el calzado. Se trata de una técnica de inyección que surge como respuesta a la deslocalización de la producción y que trata de conseguir una reducción de los costes de mano de obra con respecto a los procesos tradicionales a costa de una inversión superior en maquinaria especializada.

## Descripción

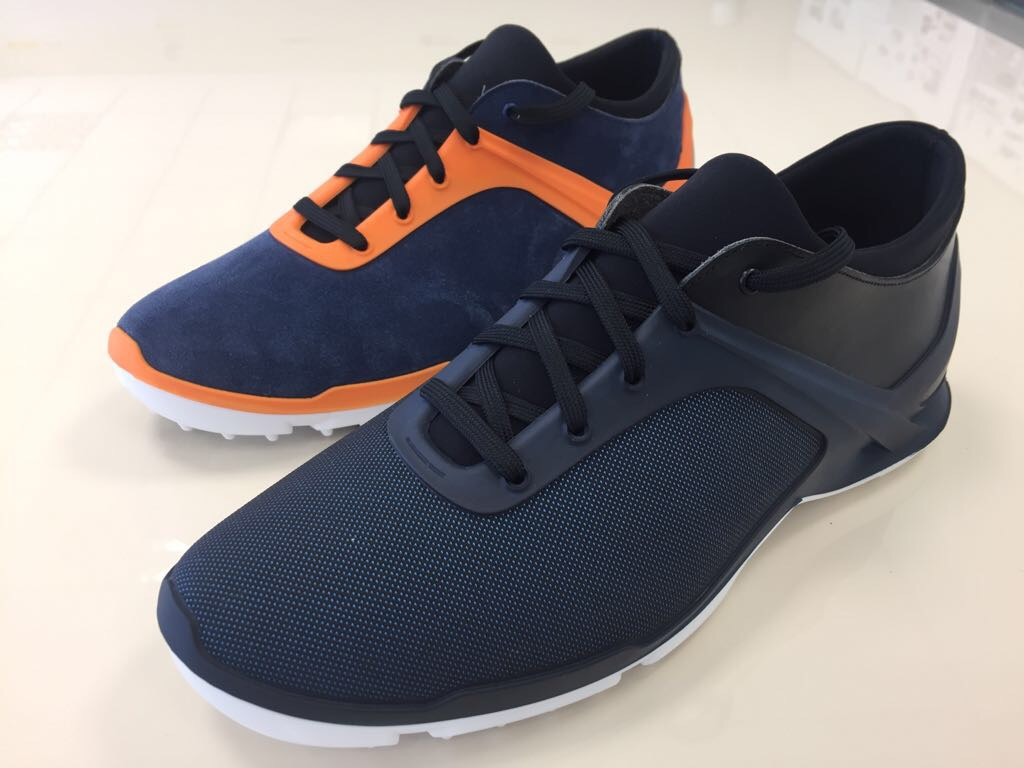
Calzado fabricado mediante la tecnología 3D Bonding

La tecnología 3D Bonding consiste en la colocación de piezas de algún material flexible en el interior de un sistema de moldes de inyección especialmente diseñado conteniendo una serie de canales adyacentes a dichas piezas. Posteriormente, se inyecta un polímero (generalmente poliuretano) en estado líquido que fluye por los canales del molde formando un esqueleto tridimensional que, una vez se solidifica, une las piezas que componen el producto y le aporta estabilidad. Tras la inyección, es necesario esperar un tiempo (aproximadamente 5 minutos) para que se realice el curado del polímero antes de abrir el molde y extraer el producto (que requerirá un proceso de acabado para la eliminación del material sobrante de la inyección).
Los elementos necesarios para su aplicación son los siguientes:
1. El molde: el procedimiento requiere de un molde y contra-molde entre los que se delimita un espacio con la forma del artículo a obtener. En él, se dispone, adosada sobre la superficie interna del molde, una primera pared de una o más piezas de tejido, cuero o similar, que constituirá la capa externa del artículo. Además, contará con los canales por los cuales fluirá el polímero inyectado.
2. Maquinaria de inyección: para la aplicación de la tecnología 3D Bonding, es necesario el empleo de una o varias máquinas para la inyección de manera uniforme del polímero que se encargará de unir las distintas piezas colocadas en el interior del molde conformando el producto.

## Ventajas e inconvenientes
La principal ventaja de la tecnología 3D Bonding es la reducción de costes de mano de obra que permite al sustituir una serie de procesos como el preformado de las piezas y la costura por una inyección polimérica. Además, mediante el uso de esta tecnología se puede obtener un producto estable, impermeable y con una durabilidad superior debido a su estructura tridimensional.
No obstante, el ahorro de costes está directamente relacionado con el volumen de la partida de producción, ya que la tecnología 3D Bonding conlleva una considerable inversión en maquinaria especializada, así como en moldes. Esto hace que la tecnología resulte interesante en partidas de producción mayores que permitan llevar a cabo la amortización de la inversión inicial necesaria.